# Blackhawks Cernusco
I Blackhawks Cernusco sono stati una squadra di football americano di Bellusco, Monza e Cernusco sul Naviglio. Hanno aperto nel 1984 come Seahawks Bellusco e chiuso nel 1996 in seguito alla cessione del titolo sportivo ai Lions Bergamo (che giocarono quella stagione col nome di Blackhawks Bergamo); il nome Blackhawks è stato assunto in seguito alla fusione dei Seahawks coi Blacksmiths Cernusco. La squadra ha partecipato al massimo campionato nel 1987 (come Seahawks Bellusco), nel 1994 e nel 1995 (come Blackhawks Cernusco), mentre dal 1988 al 1993 partecipò alla serie A2 raggiungendo i playoff validi per l'accesso al Superbowl nel 1988 e nel 1993 (anno in cui hanno vinto il SilverBowl).

## Dettaglio Stagioni

### Tornei nazionali

#### Campionato

##### Serie A/A1/Golden League
| Stagione | regular season | regular season | regular season | regular season | regular season | regular season | playoff | playoff | playoff | playoff | playoff | playoff   | playoff    |
|          | Vin            | Par            | Per            | Tot            | PF             | PS             | Vin     | Per     | Tot     | PF      | PS      | risultato | avversaria |
| -------- | -------------- | -------------- | -------------- | -------------- | -------------- | -------------- | ------- | ------- | ------- | ------- | ------- | --------- | ---------- |
| 1987     | 2              | 0              | 10             | 12             | 88             | 304            | -       | -       | -       | -       | -       | -         | -          |
| 1994     | 3              | 0              | 7              | 10             | 144            | 281            | -       | -       | -       | -       | -       | -         | -          |
| 1995     | 4              | 0              | 8              | 12             | 187            | 273            | -       | -       | -       | -       | -       | -         | -          |
| Totale   | 9              | 0              | 25             | 34             | 419            | 858            | -       | -       | -       | -       | -       |           |            |

Fonte: Enciclopedia del Football - A cura di Roberto Mezzetti

##### Serie A2/B (secondo livello)
| Stagione | regular season | regular season | regular season | regular season | regular season | regular season | playoff | playoff | playoff | playoff | playoff | playoff                       | playoff            |
|          | Vin            | Par            | Per            | Tot            | PF             | PS             | Vin     | Per     | Tot     | PF      | PS      | risultato                     | avversaria         |
| -------- | -------------- | -------------- | -------------- | -------------- | -------------- | -------------- | ------- | ------- | ------- | ------- | ------- | ----------------------------- | ------------------ |
| 1984     | 6              | 0              | 4              | 10             | 100            | 152            | -       | -       | -       | -       | -       | -                             | -                  |
| 1985     | 3              | 1              | 6              | 10             | 125            | 104            | -       | -       | -       | -       | -       | -                             | -                  |
| 1986     | 9              | 0              | 1              | 10             | 228            | 37             | 0       | 1       | 1       | 14      | 30      | Semifinale                    | Dolphins Ancona    |
| 1988     | 7              | 0              | 1              | 8              | 155            | 43             | 1       | 1       | 2       | 47      | 71      | Sedicesimi di finale          | Jets Bolzano       |
| 1989     | 6              | 0              | 2              | 8              | 182            | 118            | 0       | 1       | 1       | 12      | 28      | Trentaduesimi di finale       | Etruschi Pontedera |
| 1990     | 4              | 0              | 5              | 9              | 221            | 197            | -       | -       | -       | -       | -       | -                             | -                  |
| 1991     | 5              | 0              | 3              | 8              | 156            | 130            | 0       | 1       | 1       | 18      | 44      | Quarti di finale              | Dolphins Ancona    |
| 1992     | 7              | 0              | 1              | 8              | 228            | 91             | 0       | 1       | 1       | 8       | 9       | Sessantaquattresimi di finale | New Giants Bolzano |
| 1993     | 9              | 0              | 0              | 9              | 339            | 76             | 2       | 1       | 3       | 86      | 65      | Ottavi di finale/Campioni A2  | Apaches Firenze    |
| Totale   | 56             | 1              | 23             | 80             | 1734           | 948            | 3       | 6       | 9       | 185     | 247     |                               |                    |

Fonte: Enciclopedia del Football - A cura di Roberto Mezzetti

#### Coppa Italia
| Stagione | regular season | regular season | regular season | regular season | regular season | regular season | playoff | playoff | playoff | playoff | playoff | playoff    | playoff         |
|          | Vin            | Par            | Per            | Tot            | PF             | PS             | Vin     | Per     | Tot     | PF      | PS      | risultato  | avversaria      |
| -------- | -------------- | -------------- | -------------- | -------------- | -------------- | -------------- | ------- | ------- | ------- | ------- | ------- | ---------- | --------------- |
| 1993     | -              | -              | -              | -              | -              | -              | 1       | 1       | 2       | 12+?    | 0+?     | Semifinale | Gladiatori Roma |
| Totale   | -              | -              | -              | -              | -              | -              | 1       | 1       | 2       | 12+?    | 0+?     |            |                 |

Fonte: Enciclopedia del Football - A cura di Roberto Mezzetti

#### Campionati giovanili

##### Under 20
| Stagione | regular season | regular season | regular season | regular season | regular season | regular season | playoff | playoff | playoff | playoff | playoff | playoff    | playoff         |
|          | Vin            | Par            | Per            | Tot            | PF             | PS             | Vin     | Per     | Tot     | PF      | PS      | risultato  | avversaria      |
| -------- | -------------- | -------------- | -------------- | -------------- | -------------- | -------------- | ------- | ------- | ------- | ------- | ------- | ---------- | --------------- |
| 1995     | 6              | 0              | 0              | 6              | 212            | 28             | 1       | 1       | 2       | 26      | 21      | Semifinale | Gladiatori Roma |
| Totale   | 6              | 0              | 0              | 6              | 212            | 28             | 1       | 1       | 2       | 26      | 21      |            |                 |

Fonte: Enciclopedia del Football - A cura di Roberto Mezzetti

##### Under 18
| Stagione | regular season | regular season | regular season | regular season | regular season | regular season | playoff | playoff | playoff | playoff | playoff | playoff   | playoff    |
|          | Vin            | Par            | Per            | Tot            | PF             | PS             | Vin     | Per     | Tot     | PF      | PS      | risultato | avversaria |
| -------- | -------------- | -------------- | -------------- | -------------- | -------------- | -------------- | ------- | ------- | ------- | ------- | ------- | --------- | ---------- |
| 1992     | 0              | 0              | 3              | 3              | 12             | 87             | -       | -       | -       | -       | -       | -         | -          |
| Totale   | 0              | 0              | 3              | 3              | 12             | 87             | -       | -       | -       | -       | -       |           |            |

Fonte: Enciclopedia del Football - A cura di Roberto Mezzetti

### Riepilogo fasi finali disputate
| Anno | Luogo                 | Evento               | Fase del torneo                                | Incontro                                 | Risultato |
| 1986 | Bellusco              | Silverbowl           | Semifinale                                     | Seahawks Bellusco - Dolphins Ancona      | 14 - 30   |
| 1988 | Bolzano               | Superbowl            | Sedicesimi di finale                           | Jets Bolzano - Blackhawks Cernusco       | 62 - 13   |
| 1989 | Livorno               | Superbowl            | Trentaduesimi di finale                        | Etruschi Pontedera - Blackhawks Cernusco | 28 - 12   |
| 1991 | Ancona                | Silverbowl           | Quarti di finale                               | Dolphins Ancona - Blackhawks Cernusco    | 44 - 18   |
| 1992 | Cernusco sul Naviglio | Silverbowl/Superbowl | Quarti di finale/Sessantaquattresimi di finale | Blackhawks Cernusco - New Giants Bolzano | 8 - 9     |
| 1993 | Cernusco sul Naviglio | Silverbowl           | Campioni                                       | Blackhawks Cernusco - Jets Bolzano       | 36 - 30   |
| 1993 | Calenzano             | Superbowl            | Ottavi di finale                               | Apaches Firenze - Blackhawks Cernusco    | 35 - 17   |
| 1993 | Roma                  | Coppa Italia         | Semifinale                                     | Gladiatori Roma - Blackhawks Cernusco    | v - p     |
| 1995 | Cernusco sul Naviglio | Youngbowl            | Semifinale                                     | Banditi Cernusco - Gladiatori Roma       | 13 - 21   |

## I Blacksmiths Cernusco
I Blacksmiths furono la prima squadra di football americano ad avere sede a Cernusco sul Naviglio. Parteciparono a due campionati di serie C, ottenendo la promozione in serie B al termine della stagione 1986; si fusero poi coi Seahawks Bellusco.

### Dettaglio stagioni

#### Tornei nazionali

##### Campionato

###### Serie C
| Stagione | regular season | regular season | regular season | regular season | regular season | regular season | playoff | playoff | playoff | playoff | playoff | playoff    | playoff        |
|          | Vin            | Par            | Per            | Tot            | PF             | PS             | Vin     | Per     | Tot     | PF      | PS      | risultato  | avversaria     |
| -------- | -------------- | -------------- | -------------- | -------------- | -------------- | -------------- | ------- | ------- | ------- | ------- | ------- | ---------- | -------------- |
| 1985     | 2              | 0              | 8              | 10             | 108            | 268            | -       | -       | -       | -       | -       |            |                |
| 1986     | 7              | 0              | 1              | 8              | 242            | 39             | 1       | 1       | 2       | 50      | 35      | Semifinale | Wasps Vigevano |
| Totale   | 9              | 0              | 9              | 18             | 350            | 307            | 1       | 1       | 2       | 50      | 35      |            |                |

Fonte: Enciclopedia del Football - A cura di Roberto Mezzetti.

##### Altri tornei
| Stagione | regular season | regular season | regular season | regular season | regular season | regular season | playoff | playoff | playoff | playoff | playoff | playoff    | playoff            |
|          | Vin            | Par            | Per            | Tot            | PF             | PS             | Vin     | Per     | Tot     | PF      | PS      | risultato  | avversaria         |
| -------- | -------------- | -------------- | -------------- | -------------- | -------------- | -------------- | ------- | ------- | ------- | ------- | ------- | ---------- | ------------------ |
| TCM 1986 | -              | -              | -              | -              | -              | -              | 1       | 1       | 2       | 12+?    | 3+?     | Semifinale | Cinghiali Piacenza |
| Totale   | -              | -              | -              | -              | -              | -              | 1       | 1       | 2       | 12+?    | 3+?     |            |                    |

Fonte: Enciclopedia del Football - A cura di Roberto Mezzetti.

#### Riepilogo fasi finali disputate
| Anno | Luogo                 | Evento                  | Fase del torneo | Incontro                                  | Risultato    |
| 1986 | Mortara               | Trofeo Città di Mortara | Semifinale      | Cinghiali Piacenza - Blacksmiths Cernusco | v - p        |
| 1986 | Cernusco sul Naviglio | C Bowl                  | Semifinale      | Blacksmiths Cernusco - Wasps Vigevano     | 20 - 21 o.t. |